# فيليب جاريل
فيليب جاريل (بالفرنسية: Philippe Garrel)‏ هو منتج أفلام ومصور سينمائي ومونتير وكاتب سيناريو ومخرج وممثل فرنسي، ولد في 6 أبريل 1948 في فرنسا. من الجوائز التي نالها European Film Academy Critics Award ‏ سنة 2006 وجائزة لويس ديلوك ‏ سنة 2005.

## جوائز
- European Film Academy Critics Award [الإنجليزية]‏ (2006)
- جائزة لويس ديلوك [الإنجليزية]‏ (2005)

## وصلات خارجية
- فيليب جاريل على موقع IMDb (الإنجليزية)
- فيليب جاريل على موقع ألو سيني (الفرنسية)
- فيليب جاريل على موقع أول موفي (الإنجليزية)
- فيليب جاريل على موقع قاعدة بيانات الأفلام السويدية (السويدية)
- فيليب جاريل على موقع ديسكوغز (الإنجليزية)
- فيليب جاريل على موقع قاعدة بيانات الفيلم (الإنجليزية)
- فيليب جاريل على موقع كينوبويسك (الروسية)